# Complesso monastico di San Lazzaro
Il complesso del monastero di San Lazzaro è un monastero in rovina di Barletta risalente al 1406 del quale rimane una campata coperta da una volta a crociera che si apre su un arco a sesto acuto e, laddove un tempo trovava posto il complesso monastico e l'ospedale, vi è uno slargo che funge da capolinea per autobus. 

## Storia

### Il XV secolo
Nel corso dell'articolata storia di questo complesso di edifici, si sono avvicendati più ordini, a partire dai lazzariti, a seguire i trinitari ed infine i benedettini-celestini. Le prime note documentarie sul complesso monastico risalgono al 1406 e proprio intorno a quegli anni è certa la presenza dei celestini nel monastero. Nell'insieme degli edifici trovava posto un ospedale, un monastero e l'attigua chiesa. Le citazioni dell'epoca menzionano il complesso con la denominazione di San Lazzaro e da quanto emerge sembra sia stato proprio l'Ordine dei cavalieri di San Lazzaro ad aver fondato l'intera struttura. Quando i padri celestini ne ricevettero la consegna non ne modificarono il nome. Nel 1450 venne diviso l'affidamento della chiesa rispetto a quello dell'ospedale: la prima al clero del Santo Sepolcro, che in realtà però manca spesso di officiare le funzioni liturgiche e che per tale motivo verranno celebrate dalla Confraternita residente nella chiesa e che da essa ne prende il nome; il secondo all'Università.

### Dal XVI al XVIII secolo
L'arrivo delle truppe spagnole in città fece sì che il monastero venisse da queste occupato ed utilizzato come guarnigione e infine lasciato in uno stato di notevole degrado. La carenza di ospedali in città e l'ingente numero di feriti dovuti alla guerra franco-spagnola indusse i Celestini a ripristinare il vecchio ospedale di San Lazzaro. La ristrutturazione dell'hospitium non riuscì però ad essere portata a compimento e nel 1528 il sacco della città vanificò ogni tentativo di ricostruzione. Negli anni successivi le donazioni da parte di nobili ma anche di semplici cittadini si susseguirono in maniera numerosa ed ingente e nella metà del Cinquecento la stessa Università cittadina si adoperò per completare il restauro interrotto negli anni precedenti e alla riedificazione dell'ospedale che concesse in affidamento ai celestini. Nonostante la buona volontà dell'Università la messa in funzione dell'opera non fu in realtà rapida ed anzi, per riuscire nell'impresa, chiamò in assistenza l'Ordine dei Fatebenefratelli, a cui nel 1591 affidò la gestione della struttura ospedaliera. La chiesa della Santissima Trinità invece restava in comunione con i Celestini. 
La convivenza tra i due ordini perdurò, tra l'altro in ottimi rapporti, fino alla loro soppressione, avvenuta nel 1809. 
L'arrivo dei frati del nuovo ordine ebbe, tra le prime novità, la modifica del nome dell'ospedale che prese la denominazione di San Giovanni di Dio, nonostante in alcuni documenti si facesse ancora riferimento al complesso menzionando l'antico nome di San Lazzaro.
Il nuovo ordine condusse al meglio i lavori e negli anni a seguire fu realizzata anche una farmacia. Il termine della ristrutturazione del monastero si ebbe nel 1701. Intorno alla metà del XVII secolo, laddove in precedenza c'era stata la chiesa di San Lazzaro, viene edificato un nuovo edificio religioso che prenderà il nome di San Giovanni di Dio e che tuttora è presente. 

### Dal XIX secolo ad oggi
L'acquisizione dell'ospedale da parte del comune fece sì che questo assumesse le forme vere e proprie di un ospedale civile, al contrario invece di quanto accadde nel 1799 e nel 1801 quando le truppe francesi lo utilizzarono come rifugio militare. L'avvento di Murat portò nel 1807 alla soppressione del monastero della Santissima Trinità, mentre una parte dei restanti locali vennero resi al comune o utilizzati come caserma francese. Al termine del periodo murattiano, nel 1816 il complesso fu liberato, il decreto murattiano revocato e gli edifici conventuali furono acquistati dal comune che utilizzò rispettivamente la casa conventuale come deposito militare e l'ospedale come caserma. La situazione rimase tale fino alla fine della seconda guerra mondiale quando, con l'abbandono degli edifici da parte delle truppe militari prima e delle istituzioni civili poi, l'antico monastero con la vicina chiesa furono abbattuti dal Comune sul finire degli anni sessanta.